# Wielki Smród
Wielki Smród (ang. Great Stink) – katastrofa ekologiczna, która miała miejsce od czerwca do sierpnia 1858 roku w Londynie. Jej bezpośrednią przyczyną były utrzymujące się przez długi czas wyjątkowo wysokie temperatury, które doprowadziły do spadku poziomu wody w Tamizie i odsłonięcia zalegających w niej nieczystości pochodzących z nieefektywnego miejskiego systemu kanalizacyjnego. Ścieki zaczęły się pod wpływem gorąca rozkładać i wydzielać ostry, nieprzyjemny zapach. Smród uniemożliwiał przez kilka miesięcy sprawne funkcjonowanie Parlamentu i wielu innych instytucji, co skłoniło rząd do przeprowadzenia szeroko zakrojonego programu przebudowy miejskiej kanalizacji.

## Tło
Rzeka Tamiza od początku istnienia stałego osadnictwa w jej rejonie przyjmowała wielkie ilości odpadów bytowych i przemysłowych. Zanieczyszczenia odprowadzały do niej różnego rodzaju zakłady używające dużych objętości wody i z tego względu położone w bezpośrednim sąsiedztwie rzeki, z której ją w sposób nieograniczony czerpały. Były to między innymi papiernie, garbarnie, farbiarnie i warzelnie. Sprawiło to, iż już w XVI wieku stan wody w rzece zaczął się zauważalnie pogarszać. Nie podjęto jednak żadnych działań zmierzających do jej oczyszczenia i przed nastaniem XIX wieku Tamiza stała się jedną z najbardziej zanieczyszczonych rzek świata. Sytuację tę pogorszył dodatkowo gwałtowny wzrost liczby ludności Londynu obserwowany w I połowie XIX wieku. W roku 1801 w Londynie mieszkało 1 097 000 ludzi. W ciągu niespełna 40 lat liczba ta się podwoiła, zaś w 1851 roku osiągnęła pułap 2 651 000 ludzi.
Wraz ze wzrostem populacji zwiększała się także ilość produkowanych nieczystości, które w większości trafiały do rzeki. Ze względu na powolny przepływ wody w Tamizie i jej podatność na pływy, większość ścieków osiadała na dnie i zamiast uchodzić do morza pozostawała w Londynie. Stan ten prowadził do rozprzestrzeniania się chorób przenoszonych drogą pokarmową. Większość Londyńczyków piła bowiem wodę pochodzącą bezpośrednio z rzeki lub z podziemnych zbiorników z nią powiązanych. W efekcie wielu z nich zapadało na dyzenterię, dur brzuszny i cholerę. Ta ostatnia stała się największym zagrożeniem, przynosząc w ciągu kilkudziesięciu lat trzy wielkie epidemie. Podczas epidemii cholery w latach 1831–1832 zmarło 6000 Londyńczyków. W latach 1848–1849 było 14 000 ofiar, zaś w latach 1853–1854 – około 10 000.

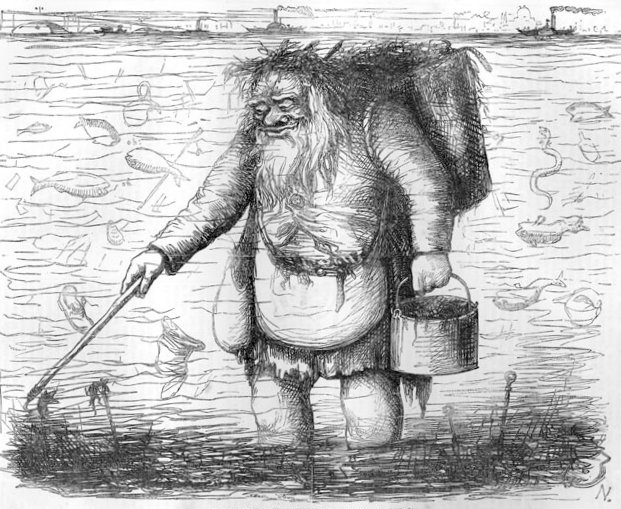
Dirty father Thames (z ang. Brudny ojciec Tamiza), rysunek satyryczny opublikowany 7 października 1848 roku w czasopiśmie Punch.

Badania nad ofiarami epidemii prowadził lekarz John Snow, dowodząc w 1854 roku, że są one spowodowane przez zanieczyszczoną wodę. Podobne spostrzeżenia przedstawił już pięć lat wcześniej w pracy On the Mode of Communication of Cholera (z ang. O sposobie przenoszenia się cholery). Odkrycia Snowa początkowo nie zyskały jednak rozgłosu. Popularnością cieszyła się nadal wywodząca się jeszcze z czasów starożytnych teoria o morowym powietrzu, zgodnie z którą choroby zakaźne przenoszone są przez złe powietrze. Zwolennicy tej teorii, w tym pełniący wysokie stanowisko rządowe Edwin Chadwick, postulowali oczyszczenie miasta i rozwój sieci kanalizacyjnej. Pod wpływem tych postulatów w latach 1846 i 1848 Parlament brytyjski przyjął prawa ograniczające używanie szamb, co miało nakłonić mieszkańców Londynu do podłączania swoich gospodarstw do kanalizacji. Paradoksalnie doprowadziło to jednak do pogorszenia sytuacji i dalszego wzrostu zanieczyszczenia Tamizy. W 1849 roku komisja do spraw oczyszczenia miasta z satysfakcją donosiła, że do tego czasu przepłukano ponad 465 kilometrów kanałów ściekowych, pozbywając się z miasta ponad 60 tysięcy metrów sześciennych nieczystości. Spłukane w ten sposób zanieczyszczenia trafiły do Tamizy. W latach 50. XIX wieku każdego dnia do rzeki trafiało 250 ton ścieków.
Problem był dostrzegany przez ówczesnych. W 1855 roku Michael Faraday w liście Observations on the Filth of the Thames (z ang. Obserwacje na temat zanieczyszczenia Tamizy) opublikowanym na łamach czasopisma The Times przedstawił rezultaty prostego eksperymentu, który wykonał podczas rejsu po Tamizie. Miał on wrzucić do rzeki kartkę białego papieru, która zniknęła w mętnej wodzie mu z oczu niemalże natychmiast po zatonięciu. Było to według niego dowodem na wysoki stopień zanieczyszczenia wody. Podobne spostrzeżenia zaprezentował w swojej opublikowanej w latach 1855–1857 powieści Mała Dorrit Charles Dickens, nazywając Tamizę zabójczym ściekiem. W tygodniku Illustrated London News swoje postulaty dotyczące oczyszczenia rzeki publikował z kolei Thomas Miller. Wszystkie te głosy nie doprowadziły jednak do żadnej reakcji ze strony rządzących.

## Lato roku 1858

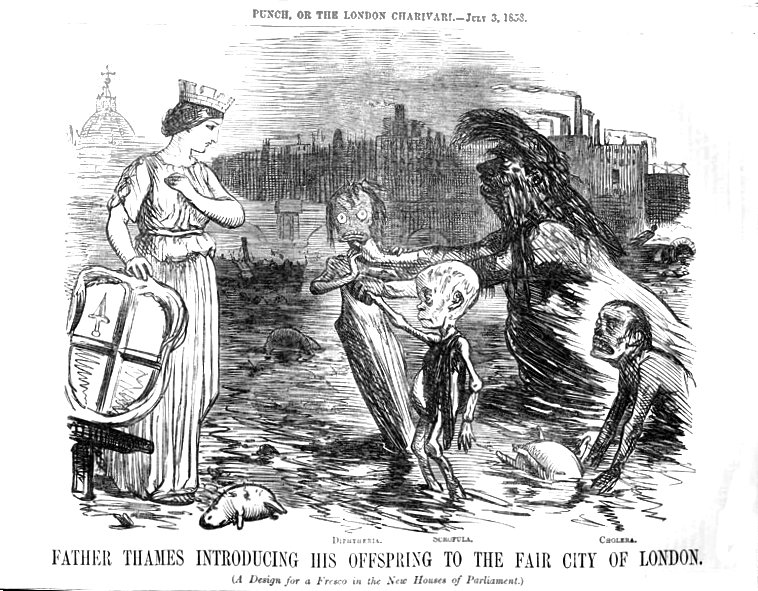
Karykatura opublikowana 3 lipca 1858 roku w czasopiśmie Punch, przedstawiająca personifikację Tamizy prezentującą swoje dzieci – błonicę, gruźlicę i cholerę – miastu Londyn.

W czerwcu 1858 roku w Londynie zarejestrowano rekordowe temperatury powietrza. W najgorętszym dniu, 16 czerwca, temperatury osiągnęły 35 °C w cieniu i 48 °C w słońcu. Z powodu intensywnego parowania i braku opadów poziom wody w Tamizie znacząco się obniżył, odsłaniając zwały gromadzących się przez lata zanieczyszczonych osadów, osiągające w niektórych miejscach 2 metry grubości. Woda przestała też odprowadzać w kierunku morza wciąż napływające z miasta ścieki, które zaczęły pod wpływem gorąca fermentować i wydawać ostry, nieprzyjemny zapach. Smród miał być odczuwalny z odległości kilkudziesięciu kilometrów. Z jego powodu swój rejs po Tamizie musieli odwołać brytyjska królowa Wiktoria oraz jej mąż Albert.
Smród stał się jednak największym problemem dla pracy Parlamentu, który obradował w położonym bezpośrednio nad Tamizą, świeżo oddanym do użytku Pałacu Westminsterskim. W pomieszczeniach znajdujących się od strony rzeki, między innymi w bibliotekach, panowały warunki uniemożliwiające długotrwałe przebywanie w nich ludzi. We wszystkich pozostałych częściach budynku praca była zaś poważnie utrudniona. Aby ograniczyć nieprzyjemny zapach, zasłony zostały pokryte chlorkiem bielącym. Do Tamizy wysypano zaś kilkaset ton wapna. Działania te nie przyniosły jednak zamierzonych rezultatów. Parlamentarzyści rozważali nawet przeniesienie obrad w inne miejsce. W lipcu problem smrodu został  rozwiązany przez gwałtowne ulewy, które nawiedziły Wyspy Brytyjskie, zaś wszystkie instytucje wznowiły normalne funkcjonowanie.

## Następstwa

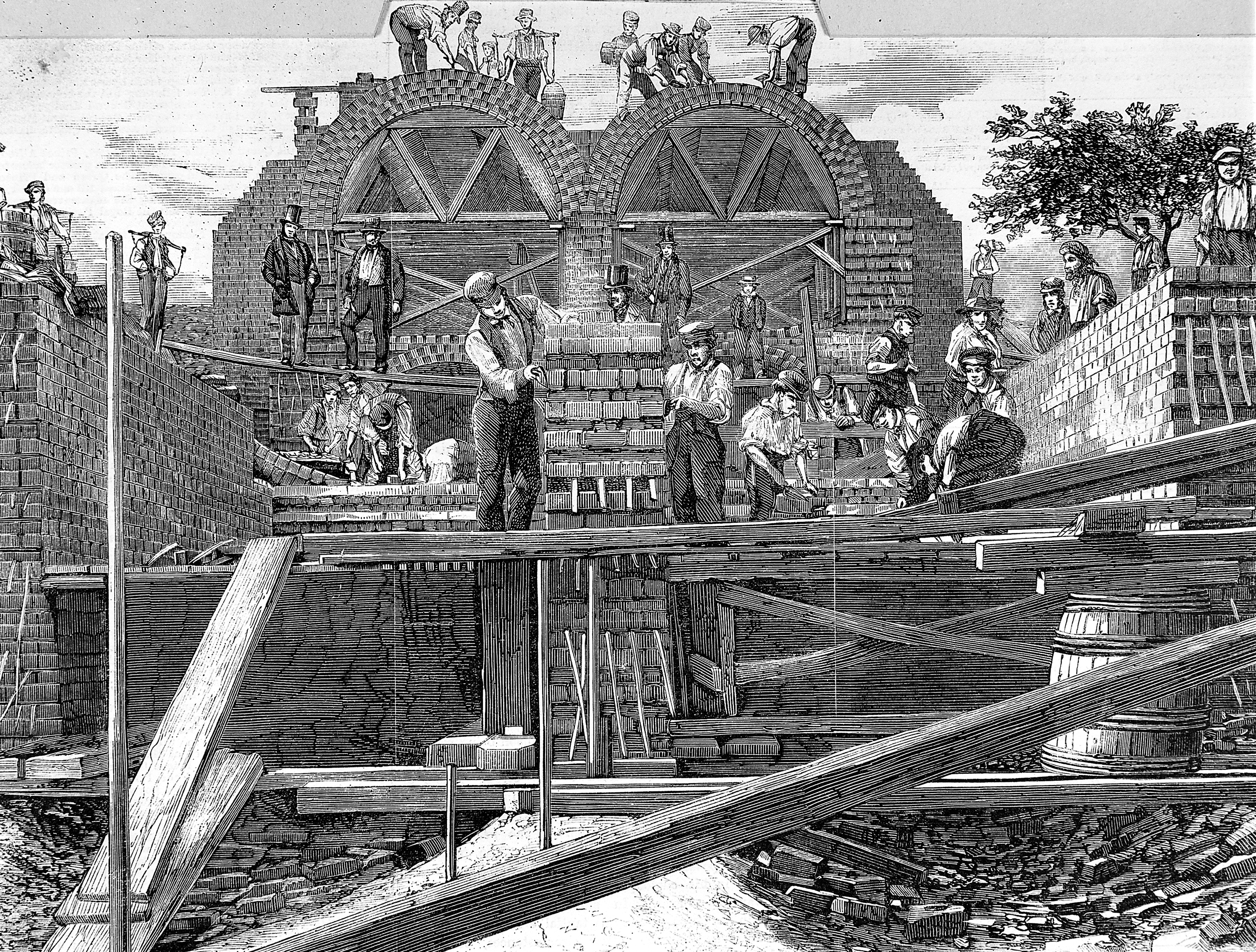
Prace nad nowym systemem kanalizacyjnym w 1859 roku.

Już w czerwcu 1858 roku lider torysów Benjamin Disraeli zainicjował prace nad ustawą mającą polepszyć stan rzeki Tamizy. Ustawa została przyjęta 2 sierpnia 1858 roku, po 18 dniach od złożenia projektu. Ustawa zobowiązywała Miejską Komisję Prac Publicznych do zebrania 3 milionów funtów szterlingów (według aktualnego kursu około 340 milionów funtów) i przeprowadzenia w oparciu o te środki szeroko zakrojonych prac kierowanych przez Josepha Bezalgette'a. Inżynier ten od kilku lat opracowywał projekt przebudowy miejskiego systemu kanalizacji. Zgodnie z przyjętymi założeniami w ciągu kolejnych 16 lat wzdłuż Tamizy umieszczono zbudowane z cegieł i cementu kanały o łącznej długości około 130 kilometrów, które przyjmowały wodę zarówno z miejskich ścieków, jak i z rzeki, a następnie odprowadzały ją aż do wschodnich części Londynu. Ujścia do rzeki znajdowały się w dzielnicach Barking i Plumstead. Minimalny spadek wynosił około 40 centymetrów na kilometr, co zapewniało swobodny przepływ wody. W położonych niżej dzielnicach miasta – Chelsea, Deptford, Stratford i Crossness – umieszczono przepompownie transportujące wodę do wyżej położonych obszarów. W sumie do prac tych zużyto 318 milionów cegieł i 670 tysięcy metrów sześciennych cementu. System został otwarty w 1865 roku przez Edwarda, księcia Walii, późniejszego króla brytyjskiego. Prace trwały jednak dalej i zakończyły się w 1875 roku. Jednocześnie zbudowano też trzy nabrzeża przy Tamizie, w dzielnicach Victoria, Chelsea oraz Vauxhall. Miały one usprawnić przepływ wody w Tamizie oraz wyprostować jej bieg. Wszystkie zostały ukończone w latach 1869–1874.
Podjęte w latach 1858–1875 starania przyniosły zamierzone rezultaty. W Londynie nigdy więcej nie doszło do klęski na skalę Wielkiego Smrodu. Została także zmniejszona podatność jego mieszkańców na choroby. Gdy w 1866 roku w East End, jedynej dzielnicy Londynu wyłączonej z nowego systemu kanalizacyjnego, doszło do epidemii cholery, choroba nie rozprzestrzeniła się na inne części miasta.